# 臭化カリウム
臭化カリウム（しゅうかカリウム、英: potassium bromide）は化学式 KBr で表されるカリウムの臭化物である。水酸化カリウムと臭化水素の中和反応によって生成する。水溶液は中性で、カリウムイオンと臭化物イオンに電離している。常温常圧では無色の固体である。硫酸との反応で臭素が遊離する。
1800年代には抗痙攣薬や抗不安薬として用いられていた。イヌの治療薬としても使われる。薄い水溶液は甘く、濃い水溶液は苦いが、ほとんどの濃度範囲では塩辛い味がする。高濃度の場合は内臓の粘膜組織を侵し、吐き気および嘔吐を引き起こす。

## 化学的性質
典型的なイオン性の塩で、水に溶けやすく、水溶液の pH は7である。臭素イオン源として、写真フィルム用の臭化銀の製造に用いられる。
{\displaystyle {\ce {KBr(aq) + AgNO3(aq) -> AgBr(s) + KNO3(aq)}}}
臭化銅(II) などの金属ハロゲン化物と反応させると錯塩を形成する。
{\displaystyle {\ce {2KBr(aq) + CuBr2(aq) -> K2[CuBr4](aq)}}}

## 調製
伝統的な方法として、炭酸カリウムと臭化鉄 (Fe3Br8) の反応が知られている。臭化鉄は水中で鉄くずと過剰の臭素 (Br2) を反応させて作られる。
{\displaystyle {\ce {4K2CO3 + Fe3Br8 -> 8KBr + Fe3O4 + 4CO2}}}

## 用途

### 医学・獣医学
抗痙攣薬としての性質が初めて指摘されたのは、1857年のロンドン王立医学・外科学会 (Royal Medical and Chirurgical Society of London) での会議におけるチャールズ・ロコック (Charles Locock) による発表である。これはてんかんに対して効果のある治療薬の最初の報告例とされる。当時てんかんは自慰が原因であると考えられており、ロコックは、臭化物塩は性的興奮を鎮めることによっててんかんの発作を抑えるとした。1912年にフェノバルビタールが登場するまで、てんかんに対して臭化カリウムより優れた薬剤は存在しなかった。
現在では、有効な抗てんかん薬のほとんどないドラベ症候群（乳児重症ミオクロニーてんかん）において、クロバザム・スチリペントール・トピラマート・バルプロン酸などを組み合わせて用いられている。また、イヌへの抗てんかん薬としても用いられている。フェノバルビタール単独で効果が思わしくない場合にしばしば補助薬として使用されるが、第一選択薬となる例も増加しつつある。過去にはネコのてんかんに対しても用いられていたが、呼吸器系の重篤な副作用を引き起こす危険性があるため、推奨されていない。
アメリカ食品医薬品局 (FDA) はヒトのてんかんに対する使用を認めていない。ドイツでは、全身性・強直間代性、あるいは小児期の大発作や筋クローヌス性のてんかんを伴うなど、子供や青年特に重篤な症状に対してである。少年期・青年期にこの薬剤に対して陽性反応を示した場合、さらに治療が続けられる場合もある。Dibro-Be mono の商品名で販売されている（処方のみ）。適切な症候に用いられれば、確実に効果をあらわすとされる。完全な生物学的利用能と、6週間という長い半減期を持つ。1錠あたり850 mgの臭化カリウムを含む。他の抗痙攣薬の吸収や排出を阻害するという報告はない。
副作用として、食欲の減退、吐き気・催嘔性、嗜眠、日中の眠気、抑うつ、集中力や記憶力の低下、せん妄、頭痛などを主訴とする、いわゆるブロム中毒（傾眠から昏睡に至る中枢反応、カヘキシー（悪液質）、エキシコーシス（exicosis、体液の欠乏）、反射の消失、間代性てんかん発作、ふるえ、運動失調（歩行障害）、神経感度の減少、運動麻痺、目における乳頭状浮腫、言語障害、脳浮腫、精神錯乱 (frank delirium)、攻撃性の増加、精神病）、そしてざ瘡型の肢端皮膚炎などの皮膚疾患、肺粘膜の分泌過多が挙げられる。気管支喘息や鼻炎にかかっている場合、悪化することがある。舌障害、アフテン (aphten)、口臭、オブスティペーション（obstipation、腸閉塞による重度の便秘）などもまれに見られる。

### 光学
近紫外から遠赤外領域 (0.25-25 μm) に透過性を持つため光学窓やプリズムとして利用される。吸湿性・潮解性を持つため乾燥した容器中に保存する必要がある。屈折率は1.0 μmで 約1.55である。赤外吸収スペクトルを測定する場合には、試料を臭化カリウムの粉末と混合し、ペレット状に押し固めて測定する方法がよく用いられる。臭化カリウムは測定領域内に測定の妨げとなるピークを持たない。
また固体核磁気共鳴分野においては、マジック角回転下での79Brの信号がマジック角からのわずかなずれに鋭敏に影響することと、共鳴周波数が13Cに近いことから、13C測定時のマジック角調整に用いられる。

### 銀塩写真
臭化カリは、かつては銀塩写真において現像処理に多用された。ブロムカリとも呼ばれる。
現像液
現像液助剤の現像抑制剤としてカブリ（弱感光部への過度な現像作用）を抑制するが、近年では処方されないことが多い。天体写真などでハイコントラストな仕上がりが要求される場合に使用されることがある。
定着液
カロタイプなど写真技術の創成期には定着液主剤として使用されたが、現在はチオ硫酸ナトリウムが使われることが多い。